# Liste des vicomtes de Saint-Martin-d'Arberoue
 (juillet 2017).
Si vous disposez d'ouvrages ou d'articles de référence ou si vous connaissez des sites web de qualité traitant du thème abordé ici, merci de compléter l'article en donnant les références utiles à sa vérifiabilité et en les liant à la section « Notes et références ».
Cette liste présente la succession des seigneurs, puis barons (en 1643) et enfin vicomtes (1657) de Saint-Martin-d'Arberoue, dans le royaume de Navarre (aujourd'hui département des Pyrénées-Atlantiques).
Cette liste est connue de manière suivie à partir de 1556.

Armes des anciens seigneurs de Saint-Martin

## Maison de Saint-Martin
- Tristan de Saint-Martin, seigneur de Saint-Martin-d'Arberoue, d'Elicetche de Suhast, de Sormendy de Garris. Il épouse le 14 juin 1556 Jeanne de Belsunce.

## Maison d'Aroue
- Charles d'Aroue, neveu de Tristan. Il épouse en 1589 Jeanne de Belsunce.
- Jean-Valentin d'Aroue, fils du précédent. Il épouse en 1620 Marie d'Alzate d'Urtubie.

En 1643 la seigneurie de Saint-Martin est érigée en baronnie.
- Catherine d'Aroue, fille du précédent. Elle épouse en 1652 Jean-Paul de Bidou (1626-1689).

En 1657 la baronnie de Saint-Martin est érigée en vicomté.

## Maison de Bidou
- Jean-Valentin de Bidou (v.1652-1737), fils du précédent. Il épouse le 21 février 1678 Marie de Capdeville.
- Antoine-Charles de Bidou (v.1678-1772), fils du précédent. Il épouse le 27 mai 1709 Diane-Françoise de Lons. Sa fille puis sa petite-fille meurent avant lui. Il est Inhumé à Saint-Martin d'Arberoue le 3 juin 1772.
- Marie-Angélique de Bidou (v.1709-av.1761), fille héritière du précédent. Elle épouse à Pau le 26 mars 1729 Louis de Capdeville, baron de Brassempouy. Décédée avant son père.
- Charlotte-Véronique de Capdeville (v.1729-v.1763), fille de la précédente. Elle épouse à Pau le 24 mars 1761 Alexandre-François de La Rochefoucauld, seigneur de Momont. Décédée avant son grand-père.

## Maison de Noguès
- Anne-Christine de Noguès (v.1736-1774), cousine et seule héritière d'Antoine-Charles. Elle épouse le 19 avril 1768 à Pau Jean-Louis-François de Navailles (1746-1800), baron de Mirepeix.

## Maison de Navailles

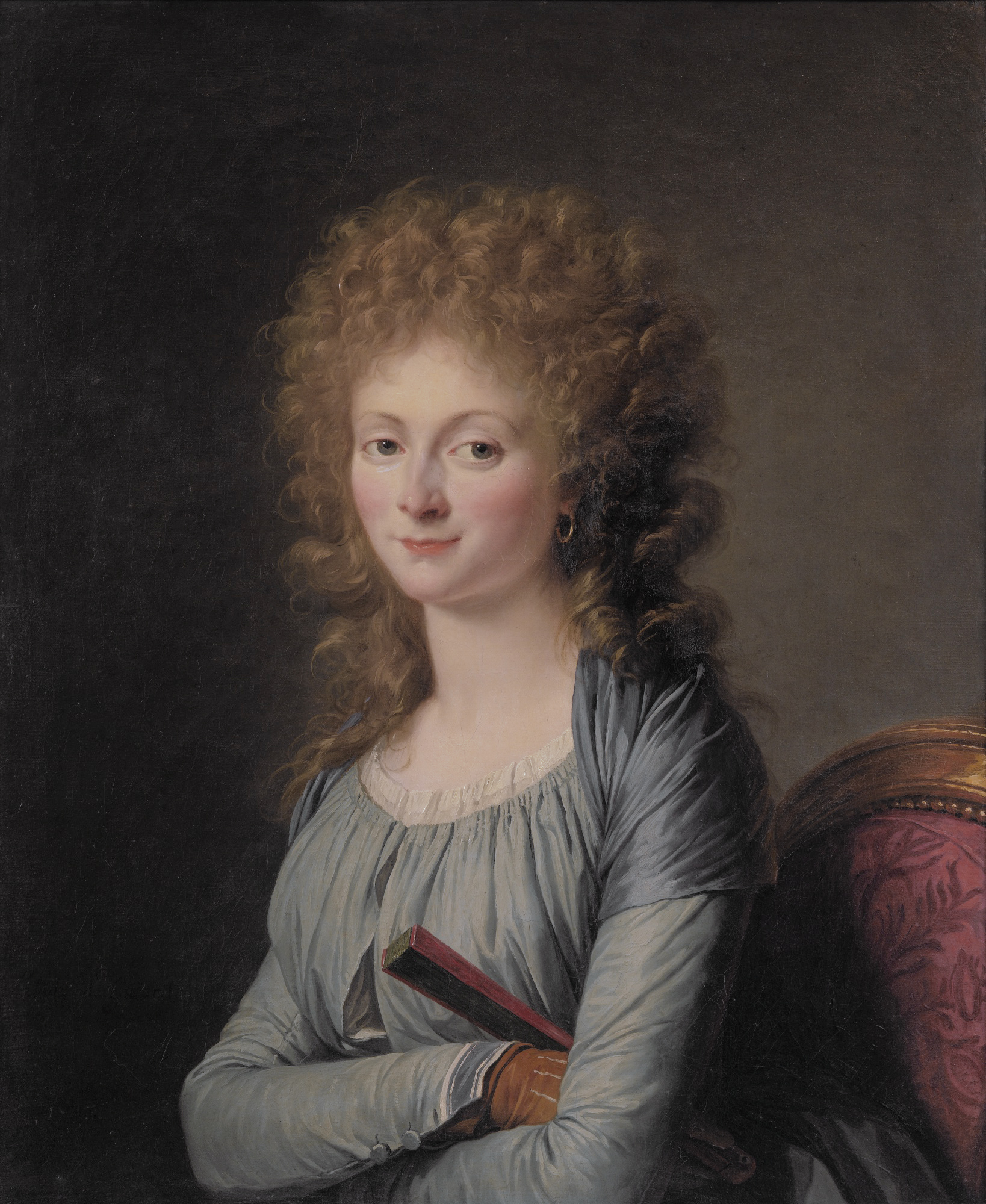
Jeanne-Victoire-Henriette de Montaut de Navailles, vicomtesse de Saint-Martin-d’Arberoue, baronne d’Assat et de Mirepeix (Adélaïde Labille-Guiard, 1790)

- Jeanne-Victoire-Henriette de Navailles (1770-1818), fille de la précédente. Elle épouse le 1er février 1785 à Paris Armand-Désiré de Richelieu (1761-1800), duc d'Aiguillon. Elle épouse le 12 janvier 1801 à Paris Alexandre-Louis de Girardin (1767-1848).

## Maison de Girardin
- Stanislas de Girardin (1805-1857), fils de la précédente. Il est le dernier "vicomte de Saint-Martin-d'Arberoue".